# هيرشل كاري سميث
هيرشل كاري سميث (بالإنجليزية: Herschel Curry Smith)‏ هو مدرب رياضي أمريكي، ولد في 1903، وتوفي في 1983.